# Davide Gozzini
Davide Gozzini (Chiari, 30 giugno 1981) è un pilota motociclistico italiano.

## Carriera
Inizia l'attività sportiva nel 1989 e debutta nel 2002 nel Mondiale Supermoto (a soli 21 anni). Nel 2004 con il team ufficiale Husqvarna Cross2R diventa il primo superider a vincere un GP della nuova classe S2 (450cc).
Dal 2007 corre nella categoria S2 del mondiale Supermoto con il team ufficiale TM Racing Factory.
È il pilota italiano che, al 2010, vanta del maggior numero di vittorie nel Campionato del Mondo Supermoto.
Nel 2008 ottiene il suo miglior risultato in carriera classificandosi 2º nel Mondiale Supermoto S2 dopo una stagione molto combattuta.
A fine 2008 si reca anche in Australia per correre l'ultima prova di Campionato Australiano Supermoto, per mettere a confronto il livello tecnico europeo con altri (per l'occasione sale sulla TM SMX 450 ufficiale utilizzata dal compagno di team Boris Chambon nel Mondiale 2008). Il suo dominio nelle 4 manche finali è totale, portandosi a casa la vittoria dell'ultima prova di campionato.
Dal 2009 corre nel nuovo team ufficiale TM, il 747 Motorsport Factory di sede a Roma, dopo il ritiro del team di Pesaro, al fianco del plurititolato Thierry Van Den Bosch e del giovane Andrea Occhini. Nello stesso anno conquista il suo terzo titolo italiano S2 consecutivo.
Non ottiene però la prevista convocazione al Supermoto delle Nazioni a causa di contrasti tra il Team 747 Motorsport e la Federazione Italiana Motociclismo.
A fine stagione ripete l'esperienza nel Campionato Australiano Supermoto S1, questa volta partecipando a tutti i round del calendario, e portando a casa il titolo, divenendo il primo pilota europeo a vincere un titolo supermoto in Oceania. Nello stesso periodo partecipa anche al Campionato Neozelandese Supermoto, vincendo anch'esso.
Nel 2011 viene riconfermato nel Team 747 Motorsport, che passa a KTM, ma la sua stagione viene rovinata da un infortunio che lo tiene lontano dalle gare per tutta l'estate. La stagione successiva passa al Team PMR H2O su Aprilia.

## Palmarès
- 2002: 6º posto Campionato Italiano Supermoto classe Sport (su Husqvarna)
- 2002: 41º posto Campionato Europeo Supermoto (su Husqvarna)
- 2002: 25º posto Campionato del Mondo Supermoto (su Husqvarna)
- 2003: 5º posto Campionato Italiano Supermoto classe Prestige (su Husqvarna)
- 2003: 11º posto Campionato del Mondo Supermoto (su Husqvarna)
- 2004: 3º posto Campionato del Mondo Supermoto S2 (su Husqvarna)
- 2004: 5º posto Campionato Italiano Supermoto classe Sport (su Husqvarna)
- 2004: 7º posto Extreme Supermotard di Bologna (su Husqvarna)
- 2005: 14º posto Campionato Italiano Supermoto classe Sport (su Husqvarna) - infortunio
- 2005: 10º posto Campionato del Mondo Supermoto S2 (su Husqvarna) - infortunio
- 2006: 4º posto Campionato Italiano Supermoto classe Sport (su Husqvarna)
- 2006: 11º posto Campionato del Mondo Supermoto S2 (su Husqvarna)
- 2007: 4º posto Campionato del Mondo Supermoto S2 (su TM)
- 2007: Campione Italiano Supermoto S2 (su TM)
- 2007: 2º posto generale al Supermoto delle Nazioni (Team Italia) (su TM)
- 2008: 2º posto Campionato del Mondo Supermoto S2 (su TM)
- 2008: Campione Italiano Supermoto S2 (su TM)
- 2008: Campione del Mondo al Supermoto delle Nazioni (Team Italia) (su TM)
- 2008: 8º posto Campionato Australiano Supermoto S2 (4 gare su 12) (su TM)
- 2008: premito dal Coni con la medaglia d'argento al valore atletico
- 2009: 3º posto Campionato del Mondo Supermoto S2 (su TM)
- 2009: Campione Italiano Supermoto S2 (su TM)
- 2009: Campione d'Australia Supermoto S1 (su TM)
- 2009: Campione di Nuova Zelanda Supermoto (su TM)
- 2009: 3º posto Superbiker Mettet categoria supermoto (su Tm)
- 2009: 29º posto Superbikers di Mettet (su TM)
- 2009: Vincitore King Of Motard di Cogliate (su TM)
- 2009: 2º posto Coppa Roma Supermoto (su TM)
- 2010: Campione d'Australia Supermoto S1 (su TM)
- 2010: Campione di Nuova Zelanda Supermoto (su TM)
- 2010: 2º posto Campionato Italiano Supermoto S1 (su TM)
- 2010: 2º posto Campionato del Mondo Supermoto S1 (su TM)
- 2010: 2º posto generale al Supermoto delle Nazioni (Team Italia) (su TM)
- 2010: 3º posto Supermotard Indoor De Tours (su TM)
- 2010: premiato dal coni con la medaglia d'oro al valore atletico.
- 2011: 12º posto Campionato Italiano Supermoto S1 (su KTM) - infortunio
- 2011: 5º posto Coppa Roma Supermoto (su KTM)

## Curiosità
- È considerato uno dei piloti più spettacolari e aggressivi del Mondiale Supermoto.
- Nonostante abbia vinto a livello nazionale solo dal 2007, ha sempre corso per case ufficiali.
- Le sue passate stagioni sono ricche di infortuni.
- Il suo circuito preferito è quello di Spa-Francorchamps in Belgio e di Pleven in Bulgaria.
- Il suo pilota preferito è Ayrton Senna.